# 冥婚红包
《冥婚红包》（羅馬化：Song Daeng Tang Phi）是一部由《音为爱》、《友情以上》导演查扬诺·布普拉寇执导，班庄·比辛达拿刚监制的泰国动作奇幻喜剧片。此片由普提蓬·阿萨拉塔纳功与克里特·安努艾德奇康领衔主演，改编自2023年台湾电影《关于我和鬼变成家人的那件事》，2025年3月20日在泰国院线上映。

## 内容
恐同警察Menn（Billkin 饰），偶然之下捡到了一封红包并得知自己捡到的竟然是冥婚的红包，阴差阳错地与一只同性恋可爱鬼Titi（PP 饰） 结为“夫夫”。两人一边展开搞笑欢乐冥婚生活，一边调查Titi死亡的真相，成了一对欢喜冤家。

## 演员阵容
- 普提蓬·阿萨拉塔纳功（Billkin）饰演 Menn，恐同警察。偶然之下捡到了一封红包，与Titi“结”下不解之缘。
- 克里特·安努艾德奇康（PP）饰演 Titi，同性恋，与Menn结婚并一同调查自己死亡的真相。
- 雅拉查芃·普金帕可（Goy）饰演 Goi
- 皮雅玛斯·蒙雅库（Pu） 饰演 阿嫲
- 贾图隆·摩乔克 饰演 Big Joe
- 拉萨迷克·发克龙（James） 饰演 Rambo
- 安娜·川川（Anna）
- Tanawat Choawaram（Ballchon） 饰演 Matoom
- Jarnnawut Jarnyaharn（Eddy）
- 辰塔维·塔纳西维

## 原聲帶
| 曲序 | 曲目                              | 歌手                                     | 时长 |
| ---- | --------------------------------- | ---------------------------------------- | ---- |
| 1.   | ตื่น (Wake Up Call)                 | 克里特·安努艾德奇康                      | 3:26 |
| 2.   | สัมภเวซี้ (GFF Ghost Friend Forever) | 普提蓬·阿薩拉塔納功、克里特·安努艾德奇康 | 3:34 |
| 3.   | รักแรกพบ (Knock Knock)             | 普提蓬·阿薩拉塔納功                      | 3:04 |
| 4.   | ใจหล่น (Ruined)                    | 克里特·安努艾德奇康                      | 5:06 |
| 5.   | See You Somewhere                 | 普提蓬·阿薩拉塔納功                      | 3:08 |